# Административное деление Германии

Административное деление Германии на уровне районов.

Административное деление Германии — разделение территории современной Германии на части (административно-территориальные единицы), в соответствии с которым в ней строится система федеративных и местных органов власти.
Федеративная Республика Германия (ФРГ) является федерацией из 16 германских государств (федеральных земель), из которых 13 являются «территориальными землями» (нем. Flächenländer), а три — «городами-землями» (нем. Stadtstaaten).

## Земли
Земли Германии обладают частичным государственным суверенитетом и являются субъектами международного права. Согласно конституции Германии, каждая земля обладает полным суверенитетом в вопросах своего государственного управления. Поэтому административная структура различных земель значительно отличаются друг от друга.
В обиходе часто используют понятие «федеральная земля», но в юридических документах — как, например, Основной закон ФРГ или конституции земель — такой термин не используется, так как германские земли вместе образуют Федеративную Республику Германия, a не являются административными единицами Германии. Каждая земля имеет своё представительство (нем. Landesvertretung) в Берлине (столице Германии) и в Брюсселе (столице Европейского союза). Города Берлин, Бремен и Гамбург образуют самостоятельные земли.
Законодательный орган земли — ландтаг (нем. Landtag), избираемый народом, исполнительный орган земли — земельное правительство (нем. Landesregierung), состоящее из земельного премьер-министра (нем. Landesministerpräsident) и земельных министров (нем. Landesminister), избираемых ландтагом.

## Районы
Федеральные земли делятся на районы (нем. Kreis / Landkreis). Всего насчитывается 294 района. Помимо них выделяются 106 внерайонных городов (нем. Kreisfreie Städte / Stadtkreise), то есть городов земельного подчинения или городов, приравненных к районам. К последним как правило относятся достаточно крупные города. Всего на этом уровне административного деления насчитывается суммарно 400 районов и приравненных к ним городов.
В пяти землях существует также деление на административные округа (нем. Regierungsbezirk), объединяющие несколько районов.

## Общины
Районы, в свою очередь, состоят из общин (нем. Gemeinde). Община характеризуется наличием общинного самоуправления. Обычно общины (города и посёлки) подчиняются непосредственно району. В Германии на январь 2022 года всего насчитывается 10 787 общин, в том числе 2054 города.
В некоторых землях несколько общин объединяются в ассоциации или союзы общин (нем. Samtgemeinde), объединения общин (нем. Gemeindeverwaltungsverband) и амты, представляющие собой общее управление (нем. Amt, Ämter). Деление на амты присутствует только в землях Шлезвиг-Гольштейн, Мекленбург-Передняя Померания, Бранденбург, Саксония-Анхальт, где всего насчитывается 252 амта. В этих землях различают общины районного (прямого) подчинения (нем. amtsfreie Gemeinde или нем. kreisangehörige Gemeinde) и общины, подчинённые амту.
Общины, в свою очередь, могут делиться на районы (нем. Ortsteil).

## История
После ликвидации Нацистской Германии её территории находились под оккупацией с запада Англией, Соединёнными Штатами и Францией и с востока Советским Союзом. США приняли решение о создании нового германского государства в своей и английской и французской зонах. В советской оккупационной зоне, на территории будущей ГДР, были также образованы пять земель, которые, однако, в 1952 году были преобразованы в 14 округов.
Первоначально (в 1949—1952 годах) Федеративная Республика состояла сначала из 11 земель, позднее после объединения в 1952 году Бадена, Вюртемберг-Бадена и Вюртемберг-Гогенцоллерна в единую землю Баден-Вюртемберг их число составило 9 и после возвращения Саара в состав ФРГ и до объединения Германии состояла из 10 земель, которые были образованы в оккупационных зонах США, Великобритании и Франции.
Западный Берлин согласно четырёхстороннему соглашению был особым политическим образованием и не являлся землёй ФРГ. В ГДР после выборов 18 марта 1990 года было принято решение восстановить прежние земли на территории ГДР вместо округов, практически в тех же границах, что были до 1952 года.
3 октября 1990 года произошло присоединение земель Восточной Германии (ГДР) Бранденбурга, Мекленбурга-Передней Померании, Саксонии, Саксонии-Анхальта и Тюрингии к Западной Германии. Одновременно восточная часть Берлина объединилась с западной и образовала шестнадцатую землю.